# Pierre-Charles Langlais
Pierre-Charles Langlais est un homme politique français né le 19 décembre 1847 au Gouray (Côtes-du-Nord, actuellement Côtes d'Armor) et décédé le 13 avril 1914 à Pontivy (Morbihan).

## Biographie
Médecin, maire de Pontivy, dreyfusard, il est élu député républicain du Morbihan en 1898, au terme d'une campagne très violente contre le député sortant monarchiste, Lanjuinais. Invalidé, il est battu à l'élection partielle en 1899 après une intense campagne électorale où le clergé exerça d'intenses pressions sur les électeurs en faveur du comte de Lanjuinais, antidreyfusard, lequel fut élu
Aujourd'hui ce personnage pontivyen donne son nom à l'un des collèges publics de la ville : le Collège Charles Langlais. En effet c'est lui, alors qu'il est maire, qui décide la construction d'un établissement d'enseignement pour jeunes filles en 1907. Bâtiment marquant de la ville, le collège est utilisé comme hôpital pendant la première Guerre Mondiale, et siège de la Gestapo durant la Seconde Guerre Mondiale. La façade est classée aux Monuments Historiques. Le square en face du collège porte également le nom de Charles Langlais.

## Distinctions
- Chevalier de la Légion d'honneur (20 novembre 1912)[3]
- Médaille d'honneur des épidémies (Argent)

## Sources
- « Pierre-Charles Langlais », dans le Dictionnaire des parlementaires français (1889-1940), sous la direction de Jean Jolly, PUF, 1960 [détail de l’édition]
- « Pierre LANGLAIS (1847 - 1914) », sur www.assemblee-nationale.fr (consulté le 4 janvier 2013)